# Bertram Obling
Bertram Obling (* 26. September 1995 in Aarhus) ist ein dänischer Handballspieler.

## Karriere
Obling begann seine Karriere bei Skanderborg Håndbold. Zur Saison 2019/20 wechselte er nach Norwegen zu Halden Topphåndball. Ab der Saison 2020/21 spielte er in Schweden für IK Sävehof, wo er direkt die schwedische Meisterschaft gewann. In der Saison 2021/22 wurde er schwedischer Pokalsieger und als bester Torhüter der Saison in das All-Star-Team der Handbollsligan gewählt. Seit der Saison 2022/23 spielt er für den deutschen Bundesligisten HC Erlangen. Zur Saison 2024/25 verließ Obling Erlangen und wechselte zum Ligakonkurrenten VfL Gummersbach, wo er einen 2-Jahres-Vertrag erhielt.
Obling bestritt insgesamt 28 Länderspiele für die dänische Jugendnationalmannschaft. Bei der U-18-Europameisterschaft 2012 gewann er die Bronzemedaille.